# غزاوية (عفرين)
غزاوية (بالكردية: Gezîwê‏) قرية سوريّة تتبع إداريّاً لمحافظة حلب منطقة عفرين ناحية مركز عفرين. بلغ تعداد سكانها 1,413 نسمة حسب التعداد السكاني لعام 2004، و2176 نسمة حسب قيود السجل المدني لنهاية عام 2005. نصف سكانها من أتباع اليزيدية.